# Nesoptilotis
Nesoptilotis és un gènere d'ocells de la família dels melifàgids (Meliphagidae ).

## Taxonomia
Segons la Classificació del Congrés Ornitològic Internacional (versió 10.2, 2020) aquest gènere està format per dues espècies:
- Nesoptilotis leucotis - menjamel d'orelles blanques.
- Nesoptilotis flavicollis - menjamel gorjagroc.